# Weiße Tara
| Tibetische Bezeichnung                        |
| --------------------------------------------- |
| Tibetische Schrift: sgrol dkar                |
| Wylie-Transliteration: sgrol dkar             |
| Aussprache in IPA: [ʈʂøkaː]                   |
| Offizielle Transkription der VRCh: Zhoigar    |
| THDL-Transkription: Drölkar                   |
| Andere Schreibweisen: Dölkar, Dolkar, Drolkar |
| Chinesische Bezeichnung                       |
| Traditionell: 白度母                          |
| Vereinfacht: 白度母                           |
| Pinyin:Báidùmǔ                                |

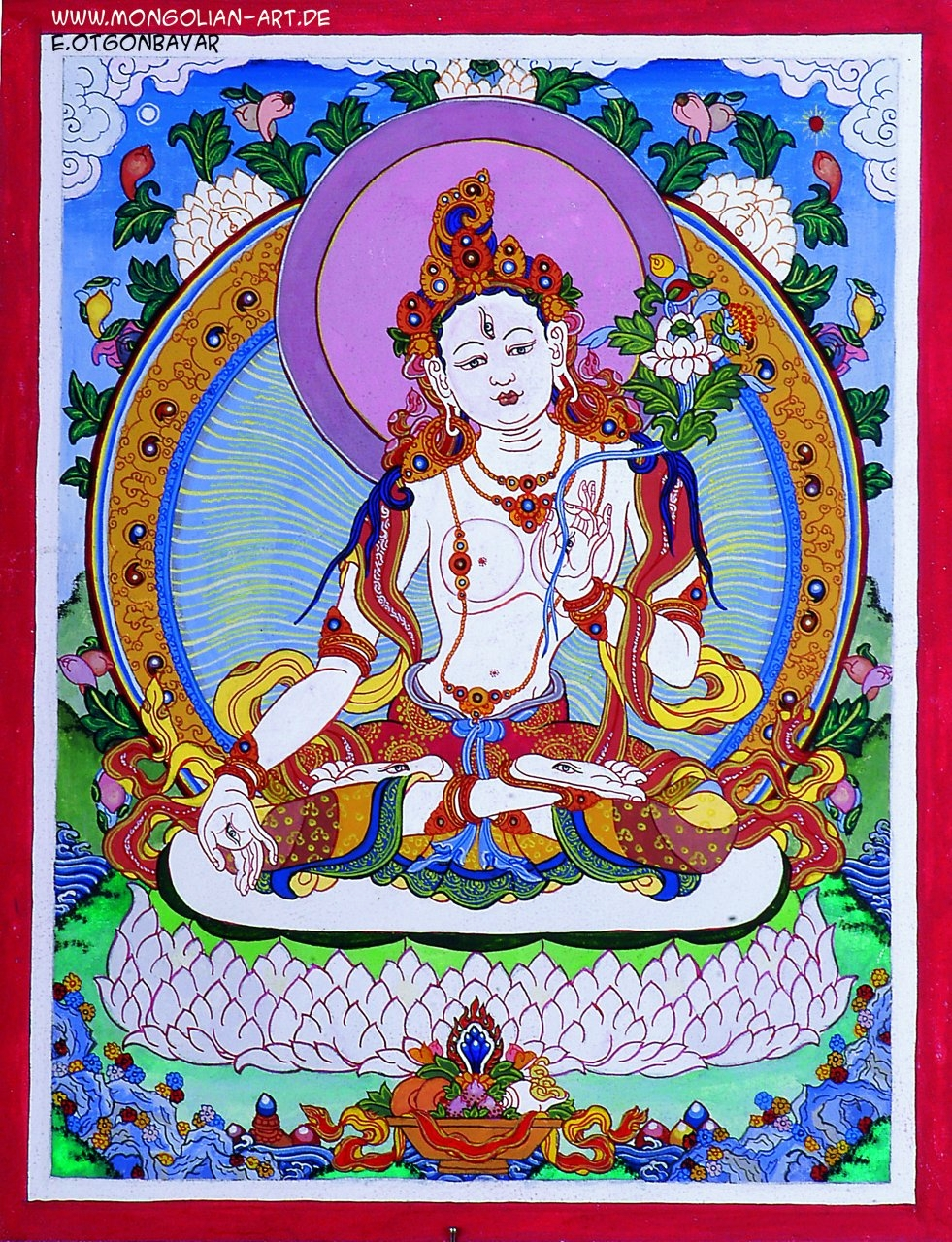
Weiße Tara, Malerei, Tempera auf Baumwolle, 20 × 26,5 cm, Jahr 2004 Otgonbayar Ershuu

Die weiße Tara (skt. sitatara) ist eine der 21 Taras, ein weiblicher Bodhisattva des tibetischen Buddhismus.

## Legende
Der Legende nach war sie einst die chinesische Tangprinzessin Wen Cheng, die zweite Gemahlin des tibetischen Königs Songtsen Gampo, die die große Buddhastatue nach Tibet brachte, die noch heute im Jokhang-Kloster verehrt wird.

## Symbolik
Die weiße Tara symbolisiert die transzendentale Wahrnehmung und die vollkommene Reinheit, gewährt nach den religiösen Vorstellungen ein langes Leben und schützt vor Krankheiten. Ihre sieben Augen symbolisieren höchstes Bewusstsein und ihre Fähigkeit, jegliches Leid schauen zu können. Nach der tantrischen Ikonographie stehen sechs Augen für die Sechs Daseinsbereiche in Samsara und das siebte Auge für die Weisheitswahrnehmung der drei Zeiten (Vergangenheit/Gegenwart/Zukunft) die aus ihrem verwirklichten Bewusstseinszustand resultieren soll. Auch unterstützt sie dem Glauben nach die Praktizierenden dabei, fortgeschrittene Meditationszustände zu erreichen.
Zur weißen Tara wie zu anderen tibetischen Buddha-Aspekten gibt es auch die zugehörige Rezitationspraxis. Unter den Anhängern des Vajrayana wird die Meinung vertreten, dass man Schaden nehmen kann, wenn man diese rezitiert ohne die entsprechende Einweihung erhalten zu haben. Insbesondere werden im tibetischen Buddhismus die Mantras, die zu diesen Praxen gehören, geheim gehalten. Man erfährt sie erst bei der Einweihung.

## Darstellung
In der Ikonographie kann die weiße Tara Begleiterin des Avalokiteshvara sein oder aber mit Mahamayuri und Marichi eine Triade bilden und gehört zusammen mit Namgyälma und Amitayus zu den Buddha-Aspekten des langen Lebens.
Dargestellt wird sie als friedvolle Erscheinung mit meist weißer Körperfarbe. Sie hat ein Gesicht und zwei Arme, der rechte ist im Mudra der Freigebigkeit (Handfläche nach vorn) ausgestreckt. Die linke Hand hält in Herzenshöhe den Stängel einer voll geöffneten Lotosblüte. Sie sitzt in Meditations-Sitzhaltung, teilweise auch mit hochgezogenem rechten Bein auf einem Lotusthron. Als besonderes Kennzeichen gelten ihre sieben Augen; außer zwei Normalaugen und einem Auge auf der Stirn findet sich je noch ein weiteres Auge an den Handflächen und Fußsohlen. Sie trägt den Schmuck eines Bodhisattva.
Die weiße Tara erscheint in unterschiedlichen Formen, z. B. mit einer Vina (Laute) ähnlich der indischen Göttin Sarasvati.
In ihrer Form als Ushnisha Sitatapatra hat sie tausend Köpfe und Arme sowie je ein Auge in den tausend Handflächen; als Symbol ihrer alles schauenden Augen des Mitgefühls. Ihre Attribute sind dann unter anderem das Rad, der Sonnenschirm und Pfeil und Bogen.